# Never Let Me Down (Vize e Tom Gregory)
Never Let Me Down è un singolo del duo musicale tedesco Vize e del cantante britannico Tom Gregory, pubblicato il 24 aprile 2020.

## Tracce
Testi e musiche di Mark Becker, Vitali Zestovskih, Claudio Marselli, Leonie Burger e Philipp Klemz.
Download digitale
1. Never Let Me Down – 2:33

Download digitale – James Hype Remix
1. Never Let Me Down (James Hype Remix) – 3:20

## Formazione
- Tom Gregory – voce
- Mark Becker – produzione
- Vitali Zestovskih – produzione

## Classifiche

### Classifiche settimanali
| Classifica (2020-21) | Posizione massima |
| -------------------- | ----------------- |
| Austria              | 4                 |
| Belgio (Fiandre)     | 66                |
| Belgio (Vallonia)    | 76                |
| Croazia              | 19                |
| Francia              | 192               |
| Germania             | 8                 |
| Lituania             | 70                |
| Polonia              | 1                 |
| Repubblica Ceca      | 58                |
| Slovacchia           | 10                |
| Svizzera             | 12                |
| Ucraina              | 80                |

### Classifiche di fine anno
| Classifica (2020) | Posizione |
| ----------------- | --------- |
| Austria           | 11        |
| Germania          | 16        |
| Polonia           | 14        |
| Svizzera          | 26        |
| Classifica (2021) | Posizione |
| Croazia           | 46        |
| Polonia           | 92        |